# Шушковський Руслан Васильович
Русла́н Васи́льович Шушко́вський - майор Збройних сил України, учасник російсько-української війни, що відзначився у ході російського вторгнення в Україну.

## Нагороди
- нагороджений орденом «За мужність» II ступеня — за особисті мужність і героїзм, виявлені при рятуванні людей, матеріальних цінностей при виконанні військового, службового, громадянського обов'язку в умовах, пов'язаних з ризиком для життя[джерело?]

- нагороджений орденом «За мужність» III ступеня — за особисті мужність і героїзм, виявлені при рятуванні людей при виконанні військового, службового, громадянського обов'язку в умовах, пов'язаних з ризиком для життя